# جيرمي ثورب
جيرمي ثورب (بالإنجليزية: Jeremy Thorpe)‏ هو سياسي بريطاني شغل منصب عضو مجلس النواب البريطاني عن منطقة ديفون الشمالية من سنة 1959 إلى 1979، وكان زعيم الحزب الليبرالي. في مايو 1979 حوكم في محكمة أولد بيلي بتهمة التآمر والتحريض على القتل، استناداً على علاقته المثلية السابقة بعارض الأزياء نورمان سكوت. المحكمة برأت ثورب من جميع التهم الموجهة إليه، لكن القضية والضجة المحيطة بها أنهت حياته السياسية.

## روابط خارجية
- جيرمي ثورب على موقع الموسوعة البريطانية (الإنجليزية)
- جيرمي ثورب على موقع مونزينجر (الألمانية)
- جيرمي ثورب على موقع إن إن دي بي (الإنجليزية)